# Felice Ficherelli
Felice Ficherelli es un pintor italiano del siglo XVII nacido el 30 de agosto de 1605 en San Gimignano, en la Toscana, y que murió en Florencia el 5 de marzo de 1660.

## Biografía
Los primeros trabajos de Ficherelli fueron cuadros encargados por el Conde Bardi, quien le persuadió a ir a Florencia y estudiar con Jacopo da Empoli, cuya influencia reflejará en sus obras de más éxito.
En Florencia, trabajó de 1655 a 1667 con Antonio Franchi y Baldassare Franceschini.
Su apodo Felice Riposo habla de su falta de espíritu en el trabajo.
El origen de la copia de la Santa Práxedes que parece firmada por Johannes Vermeer, de 1655 y que se atribuye a Ficherelli es muy controvertido.

## Obras

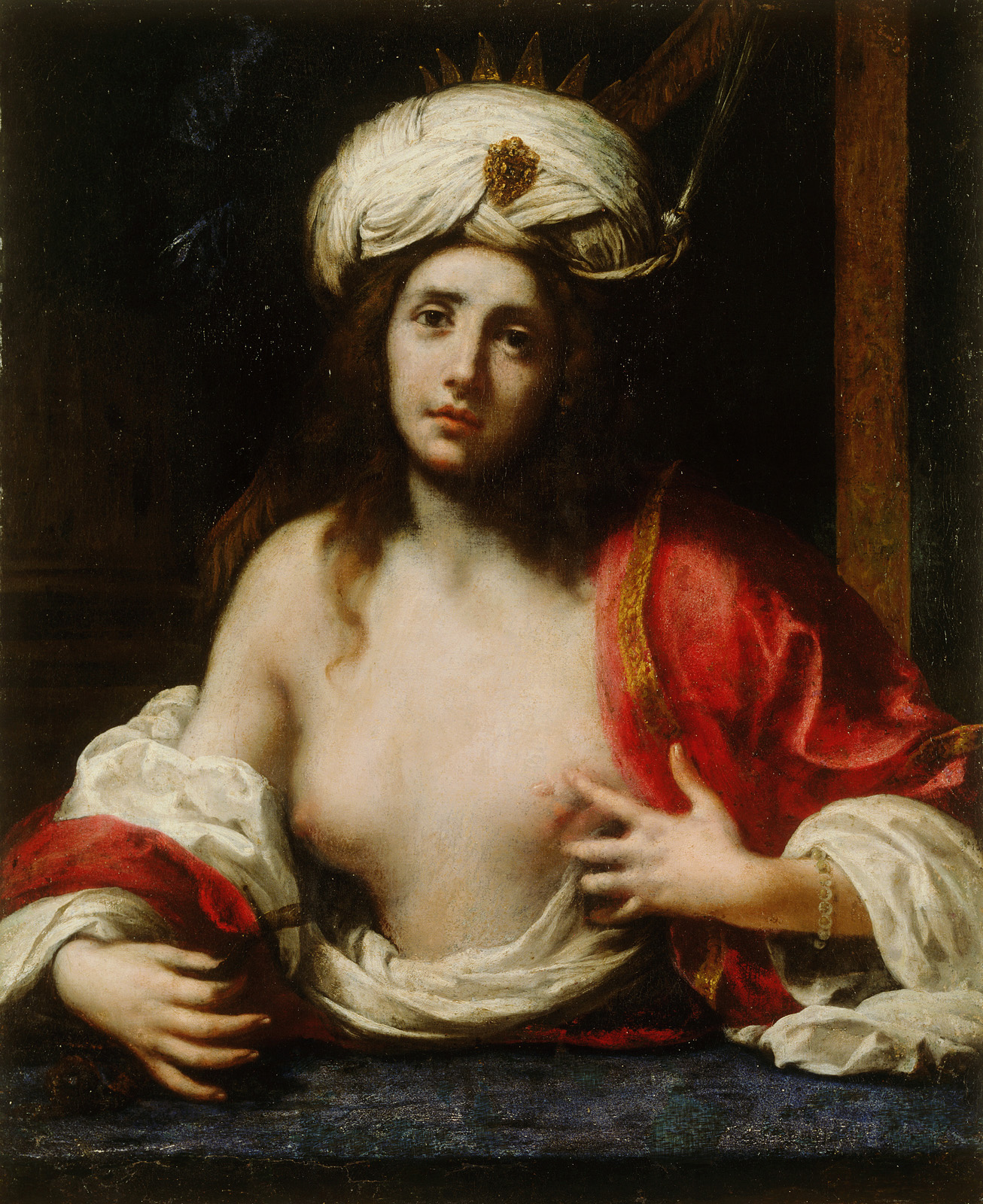
La muerte de Cleopatra, 1650.

- Jael y Sísara[2] (Palazzo Pitti, Florencia)
- La Muerte de Cleopatra (1650), Galería Nacional de Eslovenia, Liubliana.
- Santa Ágata.
- Santa Catalina de Alejandría, Cassa di Risparmio, Pistoia.[3]
- Visión de San Felipe Neri, retablo, (1657-1659), Pinacoteca della Certosa de Galluzzo, Florencia.
- El sacrificio de Isaac.